# حفير التحتا
حفير التحتا بلدة سورية تابعة لمنطقة مدينة دوما، محافظة ريف دمشق، سوريا، تقع بين ناحيتي عدرا و صيدنايا و شمال مدينة دوما، بلغ عدد سكانها بحسب إحصاء عام 2004 ما يقارب 3688 نسمة.